# 한국큐빅
한국큐빅은 자동차 내장 및 가전제품 표면의 무늬 및 패턴 처리를 주 사업으로 영위하는 코스닥 상장 회사이다.

## 연혁
한국큐빅은 1989년에 설립되었으며 코스닥에는 2003년 상장되었다. 2009년에는 자동차부품 제조 판매 회사였던 삼신화학공업(주)를 자회사로 편입했다.

## 기술
한국큐빅은 자동차 내장 표면처리에 사용되는 수전사(Curl-fit)을 현대차, 기아차, 웅진코웨이 등에 공급한다. 수전사란, 다양한 종류의 패턴이 새겨진 필름을 물에 용해시켜 대상 물체에 전사시키는 표면처리 방법이다. 예를 들어 자동차 실내에서 볼 수 있는 나무모양 패턴 같은 것이 바로 수전사를 이용해 만들어진 것이다.

## 테마
홀로그램 제작용 슬리킹 시스템을 개발한 지엠피와 함께 홀로그램 관련 테마주로 얽힌 일이 있다. 홀로그램 테마는 2014년, 정부에서 대대적으로 육성한다는 뉴스에 시장의 주목을 받기 시작한 테마이다. 한국큐빅의 경우, 관련 특허는 있으나 실제 생산되는 제품과는 큰 연관성이 없다.

## 위험요소
한국큐빅은 자회사에 막대한 채무보증을 서고 있다. 2010년에는 삼신화학공업에 39억의 채무보증을, 2013년에는 84억원의 채무보증을, 2014년에는 185억원의 채무보증을 섰다.
이것이 자회사의 실적 부진 때문인지는 그 이유는 확실치 않으나, 한국큐빅은 2014년 기준으로 시가총액이 불과 300억 가량의 회사로, 이와 같은 막대한 채무보증은 회사 재정에 큰 위험요소로 작용하고 있다.

## 참고자료
- 와이즈에프엔